# التهاب الرئة الخلالي المعتاد
التهاب الرئة الخلالي المعتاد (بالإنجليزية: Usual interstitial pneumonia)‏ هو أحد أمراض الرئتين حيث يتميز بتندب في كلا الرئتين. التندب عبارة عن تليف يشمل النسيج الخلالي للرئتين، لذا يصنف التهاب الرئة الخلالي المعتاد بصفته أحد أنواع الالتهاب الرئوي الخلالي، وأضيفت كلمة المعتاد لكونه أكثرهت شيوعا.
استخدمت المصادر البريطانية سابقا مصطلح التهاب الأسناخ الرئوية المليف مجهول السبب للتعبير عن المرض، لكن هذه التسمية أهملت لكون الأساس المرضي تليفا وليس التهابا.

## الاصطلاح
تشير كلمة «المعتاد» إلى حقيقة أن التهاب الرئة الخلالي المعتاد هو الشكل الأكثر شيوعًا للتليف الخلالي. يشير مصطلح «التهاب الرئة» إلى «شذوذ في الرئة» يشمل التليف والالتهاب. المصطلح المستخدم سابقًا لالتهاب الرئة الخلالي المعتاد في الأدبيات البريطانية هو التهاب الأسناخ الرئوية المليف خفي المنشأ، وهو مصطلح لم يعد مستخدمًا نظرًا للاعتقاد الحالي بأن السبب الكامن وراء الإمراضية الأساسية هو التليف وليس الالتهاب. غالبًا ما يستخدم مصطلح التهاب الرئة الخلالي المعتاد، ولكن، قد تكون كلمة التهاب مبالغ فيها.

## العلامات والأعراض
الأعراض النموذجية لالتهاب الرئة الخلالي المعتاد هي ضيق النفس والسعال التدريجي لمدة أشهر. في بعض الحالات، لا يُشخص التهاب الرئة الخلالي المعتاد إلا عند ظهور مرض أكثر حدة يُحضر المريض إلى العناية الطبية.

## الأسباب
قد يكون سبب التندب في التهاب الرئة الخلالي المعتاد معروفًا (أقل شيوعًا) أو غير معروف (أكثر شيوعًا). نظرًا لأن المصطلح الطبي المستخدم للحالات الطبية غير معروفة السبب هو «مجهول السبب»، يكون المصطلح السريري لوصف التهاب الرئة الخلالي المعتاد لسبب غير معروف هو التليف الرئوي مجهول السبب. من الأسباب المعروفة لالتهاب الرئة الخلالي المعتاد، أمراض النسيج الضام (التهاب المفاصل الروماتويدي في الدرجة الأولى)، التسمم بالأدوية، التهاب فرط التحسس الرئوي المزمن، داء الأسبست، ومتلازمة هيرمانسكي-بودلاك.

## التشخيص
يمكن تشخيص التهاب الرئة الخلالي المعتاد بواسطة أخصائي الأشعة باستخدام تصوير الصدر المقطعي المحوسب، أو بواسطة أخصائي علم الأمراض باستخدام الأنسجة التي يمكن الحصول عليها بأخذ خزعة من الرئة.

### التشخيص التفريقي
يشمل التشخيص التفريقي أنواعًا أخرى من أمراض الرئة التي تسبب أعراضًا وتظهر تشوهات مماثلة في الصور الشعاعية للصدر. تسبب بعض هذه الأمراض تليفًا أو تندبًا أو تغيرًا في شكل الرئة الشبيه بقرص العسل. تشمل الاعتبارات الأكثر شيوعًا ما يلي:
- التهاب فرط التحسس الرئوي
- التهاب الرئة الخلالي اللانوعي
- الغرناوية (الساركويد)
- كثرة المنسجات لخلايا لانغر هانز الرئوية
- داء الأسبست[3]

## العلاج
قد يساعد العلاج بالأكسجين في الحياة اليومية. في حالة التليف الرئوي مجهول السبب، يمكن أن تساعد بعض الأدوية مثل نينتيدانيب وبيرفنيدون في إبطاء تقدم المرض. أخيرًا، يمكن إجراء عمليات زراعة الرئة.

## الإنذار
بغض النظر عن السبب، يبقى التهاب الرئة الخلالي المعتاد بحالة تقدم مستمر، وعادةً ما يؤدي إلى فشل الجهاز التنفسي والموت في حال عدم إجراء زراعة رئة. يعيش بعض المرضى بصحة جيد لفترة طويلة من الزمن، ولكن بعد ذلك، تدهور صحتهم بسرعة بسبب مرض حاد متراكب (ما يسمى «التهاب الرئة الخلالي المعتاد المتسارع»). تكون احتمالية البقاء على قيد الحياة على المدى الطويل ضعيفة. في معظم الدراسات، يكون متوسط البقاء على قيد الحياة بين 3-4 سنوات.[بحاجة لمصدر] يكون إنذار المرضى الذين يعانون من التهاب الرئة الخلالي المعتاد والمصابين بالتهاب المفاصل الروماتويدي أفضل قليلًا من مرضى التهاب الرئة الخلالي المعتاد مجهول السبب.

## التاريخ
ظهر التهاب الرئة الخلالي المعتاد، كمصطلح، لأول مرة في أدبيات علم الأمراض. صاغه أفريل أبراهام ليباو.